# John Glover

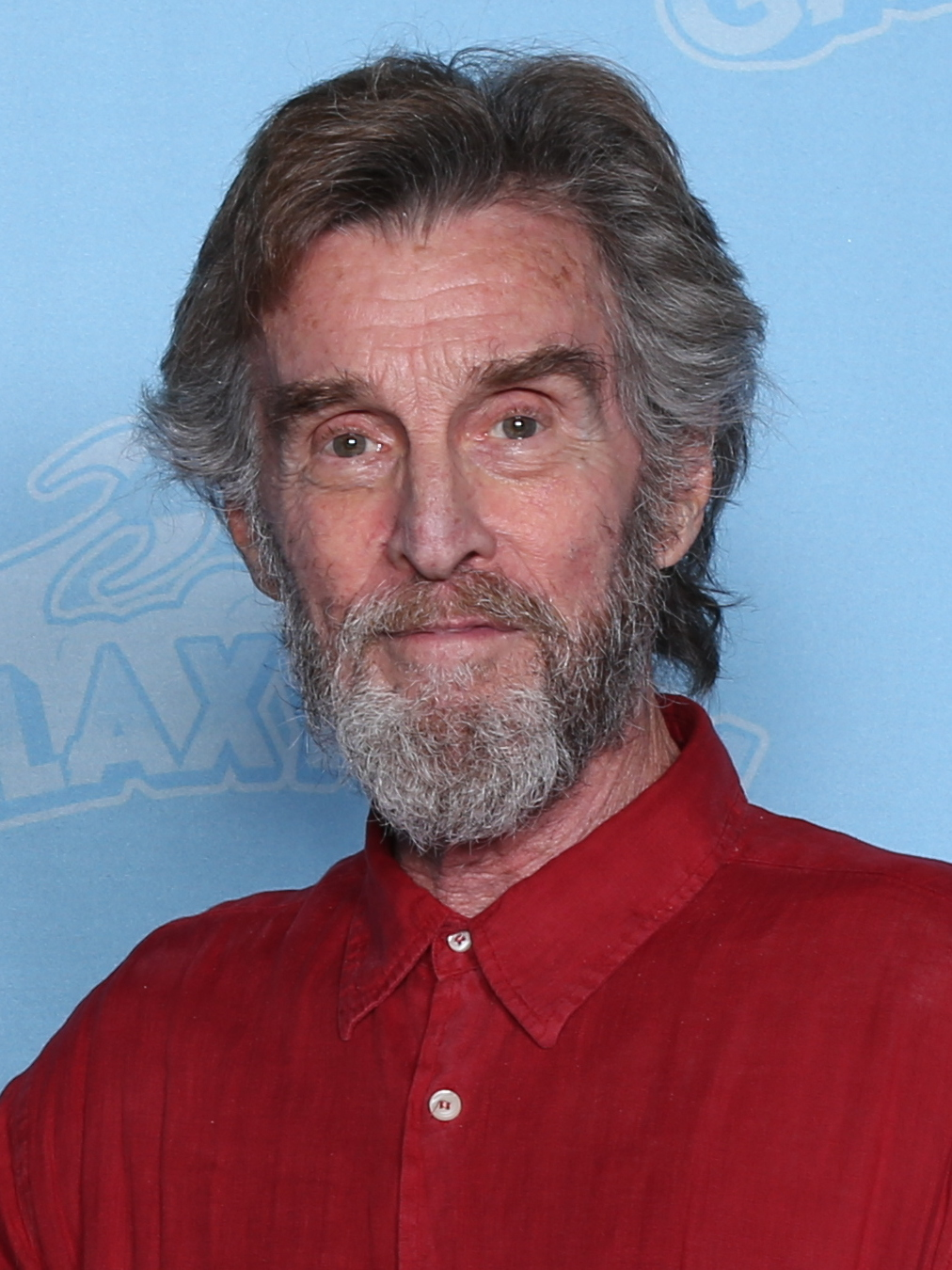
John Glover (2022)

John Soursby Glover Jr. (* 7. August 1944 in Salisbury, Maryland) ist ein US-amerikanischer Schauspieler.

## Leben
Glover absolvierte das Towson State Teacher’s College der Towson University, später nahm er Schauspielunterricht am Beverly Hills Playhouse. Im Jahr 1995 gewann er den Tony Award für seine Rolle im Theaterstück Love! Valour! Compassion!, das 1997 verfilmt wurde. Zudem machte er sich ab 2001 durch die Rolle des Lionel Luthor in der Fernsehserie Smallville einen Namen. Sein langjähriger Lebensgefährte ist der Bildhauer Adam Kurtzman.

## Filmografie (Auswahl)

### Filme
- 1977: Der Stadtneurotiker (Annie Hall)
- 1977: Julia
- 1979: Tödliche Umarmung (Last Embrace)
- 1980: Der Ringer (The American Success Company)
- 1981: Die unglaubliche Geschichte der Mrs. K. (The Incredible Shrinking Woman)
- 1984: Der Liquidator (The Evil That Men Do)
- 1985: Früher Frost (An Early Frost, Fernsehfilm)
- 1986: 52 Pick-Up
- 1988: David (Fernsehfilm)
- 1988: Die Geister, die ich rief … (Scrooged)
- 1988: Masquerade – Ein tödliches Spiel (Masquerade)
- 1990: RoboCop 2
- 1990: Gremlins 2 – Die Rückkehr der kleinen Monster (Gremlins 2 – The New Batch)
- 1991: Michelangelo – Genie und Leidenschaft (A Season of Giants)
- 1994: Die Mächte des Wahnsinns (John Carpenter’s In the Mouth of Madness)
- 1995: Night Of The Running Man
- 1997: Liebe! Stärke! Mitgefühl! (Love! Valour! Compassion!)
- 1997: Medusa’s Child – Atombombe an Bord der 737 (Medusa’s Child, Fernsehfilm)
- 1997: Batman & Robin
- 1999: Payback – Zahltag (Payback)
- 2005: The Civilization of Maxwell Bright
- 2013: Sanitarium – Anstalt des Grauens (Sanitarium)
- 2019: Shazam!

### Serien
- 1975: Einsatz in Manhattan (Kojak, Folge 2x20)
- 1986: Unbekannte Dimensionen (The Twilight Zone, Folge 1x15)
- 1986, 1987: Mord ist ihr Hobby (Murder, She Wrote, zwei Folgen)
- 1987: Miami Vice (Folge 3x18)
- 1991: Geschichten aus der Gruft (Tales from the Crypt, Folge 3x09)
- 1993: South Beach (fünf Folgen)
- 1993: Star Trek: Deep Space Nine (Folge 2x04)
- 1993: Frasier (Folge 1x10)
- 1997: Caroline in the City (Folge 2x16)
- 1998: Chicago Hope – Endstation Hoffnung (Chicago Hope, Folge 4x19)
- 2000: Sechs unter einem Dach (Get Real, Folge 1x15)
- 2001–2008, 2010–2011: Smallville (95 Folgen)
- 2006, 2009: Numbers – Die Logik des Verbrechens (Numb3rs, zwei Folgen)
- 2006, 2008: Criminal Intent – Verbrechen im Visier (Law & Order: Criminal Intent, zwei Folgen)
- 2009: Heroes (Folge 3x19)
- 2011, 2012: Good Wife (The Good Wife, zwei Folgen)
- 2011: Medium – Nichts bleibt verborgen (Medium, Folge 7x11)
- 2013: The Blacklist (Folge 1x21)
- 2015: Perception (Folge 3x4)
- 2015: Marvel’s Agent Carter (Folge 1x05)
- 2019: Stadtgeschichten (Tales of the City, Folge 1x07)
- 2021: Lucifer (Folge 5x09)
- 2021: Fear the Walking Dead (Fernsehserie, vier Folgen)
- 2023: And Just Like That … (Fernsehserie, eine Folge)
- 2024: Gremlins – Secrets of the Mogwai (Fernsehserie, Stimme)

## Auszeichnungen
- 1994: Emmy-Nominierung in der Kategorie Outstanding Guest Actor in a Comedy Series für Frasier
- 1995: Tony Award für Love! Valour! Compassion!